# Clasele spectrale ale asteroizilor

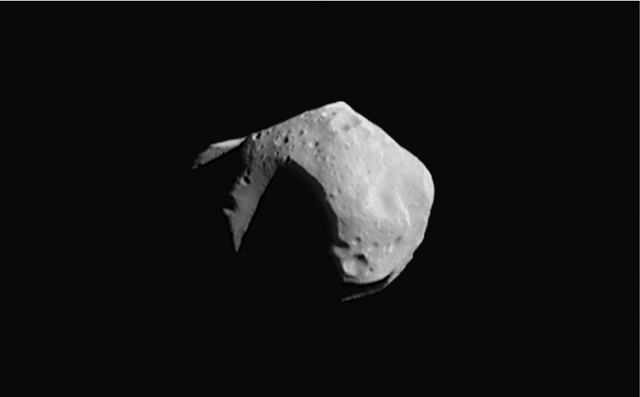
253 Mathilde, de tip C.

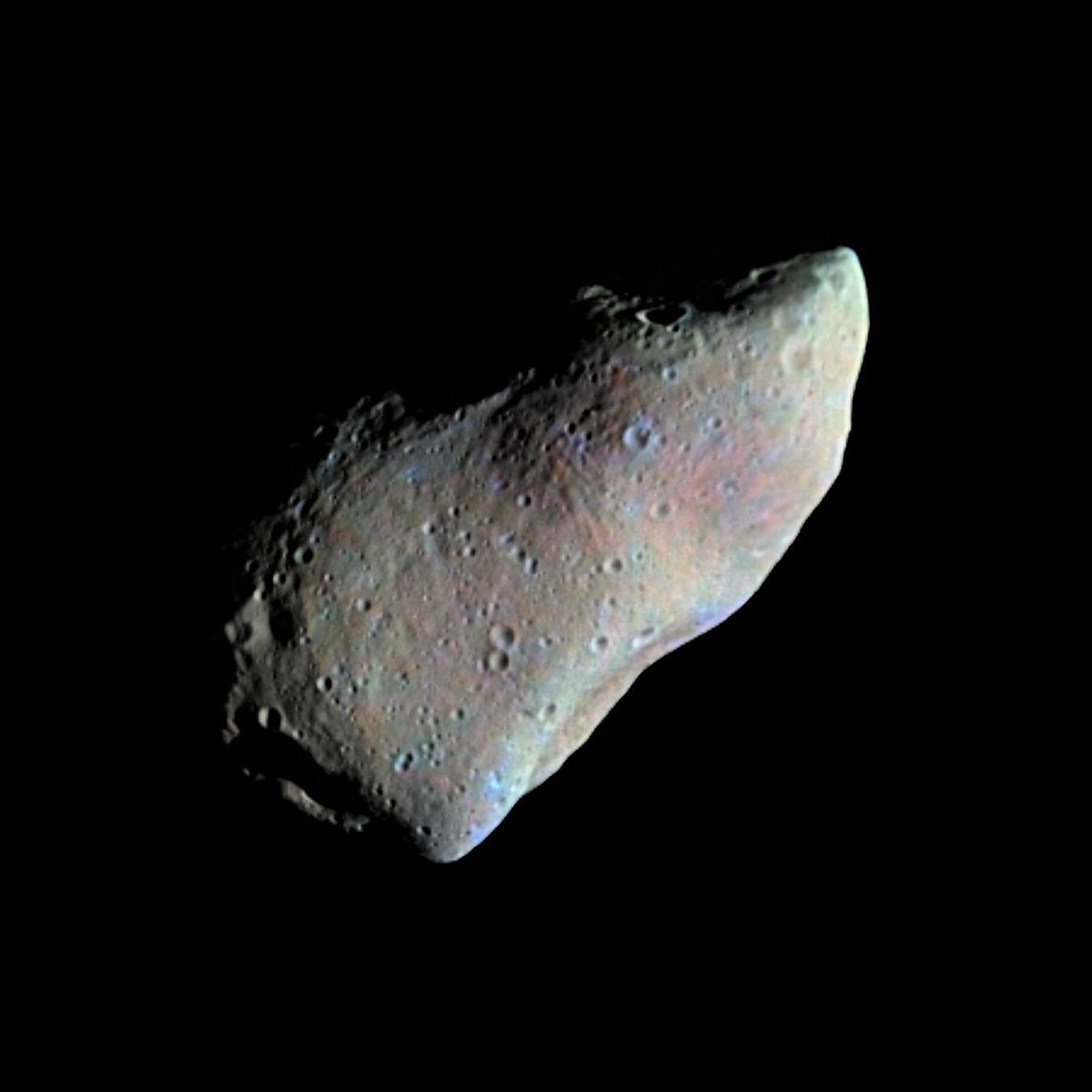
951 Gaspra, de tip S.

Compoziția asteroizilor este evaluată după spectrul optic măsurând lumina reflectată, care corespunde compoziției suprafeței lor. Cea a meteoriților este cunoscută prin analiza fragmentelor găsite pe Pământ.

## Sistemul clasic
Sistemul clasic de clasificare spectrală a asteroizilor a fost dezvoltat în 1975 de Clark R. Chapman, David Morrison și Ben Zellner.
Asteroizii sunt  clasați potrivit unui sistem bazat pe culoarea, albedo-ul și spectrul lor optic. Aceste proprietăți corespundeau, în aparență, compoziției suprafeței lor. Trebuie notat, totuși, că unele tipuri sunt mai ușor detectabile decât altele. De aceea, dacă proporția unui tip de asteroizi este mai mare, nu înseamnă neapărat că acești asteroizi sunt, în mod efectiv, mai numeroși.

### Tipuri secundare
Există un număr de tipuri mai rare, număr care crește pe măsura unor noi descoperiri:

## Sisteme noi

### Problema cu vechiul sistem de clasificare
La început, clasificarea asteroizilor se baza pe presupuneri privitoare la compoziția lor: 
- tip C - carbon
- tip S - siliciu
- tip M - metallic.

Acest fapt a condus la confuzii întrucât tipul spectral al unui asteroid nu este indicator al compoziției sale chimice.
Dacă asteroizi de diferite tipuri nu au probabil aceeași compoziție, nu există nicio garanție că asteroizi de același tip au compoziții similare. Cu toate acestea, nu s-a ajuns la un acord asupra unui nou sistem de clasificare și s-a păstrat vechiul sistem.
Totuși, acum există mai multe sisteme noi. Două dintre acestea sunt cel mai des utilizate: clasificările Tholen și SMASS.

### Clasificarea Tholen
În 1984 David J. Tholen a stabilit clasificarea Tholen.
|              | Subtipuri                                 | Caracteristici |
| Grupul C     | Tip B, tip F, tip G, tip C.               | Obiecte compuse îndeosebi din carbon. Cele din acest grup care nu sunt clasate ca fiind de tipurile B, F sau G, sunt clasate ca fiind de tip C « standard ». |
| Grupul S     |                                           | Obiecte compuse în principal din siliciu. |
| Grupul X     | Tip M, tip E, tip P.                      | Tipurile M sunt metalice, în timp ce tipurile E diferă printr-un albedo ridicat și cele de tipurile P au un albedo scăzut.                                   |
| Clase minore | Tip A, tip D, tip T, tip Q, tip R, tip V. | |

### Clasificarea SMASS
În 2002 Schelte J. Bus și Richard P. Binzel au stabilit clasificarea SMASS, denumită așa de la sintagma engleză Small Main-Belt Asteroid Spectroscopic Survey (în română: „Studiu spectroscopic al micilor obiecte din centura principală de asteroizi”)., pentru 1.447 de asteroizi.

## Sisteme noi[modificare | modificare sursă]

### Problema cu vechiul sistem de clasificare[modificare | modificare sursă]
La început, clasificarea asteroizilor se baza pe presupuneri privitoare la compoziția lor:
- tip C - carbon
- tip S - siliciu
- tip M - metallic.

Acest fapt a condus la confuzii întrucât tipul spectral al unui asteroid nu este indicator al compoziției sale chimice.
Dacă asteroizi de diferite tipuri nu au probabil aceeași compoziție, nu există nicio garanție că asteroizi de același tip au compoziții similare. Cu toate acestea, nu s-a ajuns la un acord asupra unui nou sistem de clasificare și s-a păstrat vechiul sistem.
Totuși, acum există mai multe sisteme noi. Două dintre acestea sunt cel mai des utilizate: clasificările Tholen și SMASS.